# Maria Berner
Maria „Mitzi“ Berner (* 24. Juli 1904 in Wien; † 16. August 2000 ebenda) war eine österreichische Widerstandskämpferin und Gewerkschafterin.

## Leben

### Jugend, Widerstand und Inhaftierung im KZ Ravensbrück
Berner wuchs in einer sozialdemokratischen Arbeiterfamilie auf. Nach dem frühen Tod ihrer Mutter heiratete ihr Vater, ein Bahnangestellter, erneut. Nach dem Pflichtschulabschluss arbeitete Mitzi zunächst als Dienstmädchen und wechselte dann zu den Österreichischen Heilmittelwerkstätten, wo sie sich als Betriebsrätin engagierte und als Gegnerin des Nationalsozialismus bekannt war.
„Es war auch für mich nicht schön, es waren Betriebsversammlungen, und da hat man gehört: ‚Heil Hitler‘, und den Hitler reden, und alle sind aufgestanden und haben ‚Heil Hitler‘ [gerufen], und ich bin gesessen und habe die Hände im Sack gehabt. Und das war für mich auch nicht schön, muss ich sagen. Das war kein gutes Gefühl. Und die Männer und alle haben auf mich geschaut: ‚Was macht denn die?‘ Ich war alleine.“

Ab 1934 schloss sich Berner dem kommunistischen Widerstand an und versuchte, ihre gewerkschaftliche Arbeit fortzusetzen, und war auch Aktivistin der Roten Hilfe. Laut ihrer späteren Prozessaussage verstand sie sich nicht als Kommunistin:
„Ich war ja nie ein Kommunist, ja? Also das waren Kommunisten, und ich habe aber gesagt: Passt auf, ich bin kein Kommunist, aber ich arbeite trotzdem mit euch, illegal, [weil] wir haben die gleiche Linie, wir wollen das gleiche Ziel verfolgen, gegen die Nazis arbeiten wir alle, da arbeite ich mit euch mit. Aber ich bin kein Kommunist und ich will auch kein Kommunist sein. Auf gewerkschaftlicher Basis arbeite ich mit euch.“
Am 22. August 1939 wurde Berner von der Gestapo verhaftet und am 6. Jänner 1942 wegen „Vorbereitung zum Hochverrat“ zu dreieinhalb Jahren Zuchthaus verurteilt. Nach zwei Jahren in Wien und Krems saß sie bis zum Sommer 1943 im bayerischen Zuchthaus Aichach ein. 
Mitte August 1943 wurde sie zur „Umerziehung“ in das KZ Ravensbrück deportiert und erhielt die Häftlingsnummer 21973 sowie den Vermerk „Rückkehr unerwünscht“. Auf Vermittlung einer Freundin kam sie in Block 3 zur Blockältesten Rosa Jochmann, die ebenfalls in Krems inhaftiert gewesen war. Zusammen mit Ilse Hunger und Anna Hand wurde sie als Funktionshäftling im Büro „Arbeitseinsatz“ eingesetzt, in dem Listen der Inhaftierten für Arbeitskommandos und Transporte zusammengestellt wurden. Berner engagierte sich auch im illegalen internationalen Widerstandskomitee des Lagers. Durch Manipulation der Listen und Fälschungen von Karteikarten konnten die Frauen andere KZ-Inhaftierte retten. Unter anderem verschafften sie den Widerstandskämpferinnen Lisa Gavric, Antonie Lehr, Gerty Schindel und Edith Wexberg falsche Identitäten und halfen ihnen so, auf einen Transport des Roten Kreuzes im Rahmen der Rettungsaktion der Weißen Busse nach Schweden zu entkommen. Die inhaftierte Zeugin Jehovas Maria Herfort bezeichnete Berner später als „Engel von Ravensbrück“. Zusammen mit Anna Hand, Mali Fritz und Hermine Nierlich-Jursa konnte Maria Berner am 30. April 1945 während des Todesmarsches aus dem KZ Ravensbrück fliehen.

### Nachkriegszeit
Am 21. Juni 1945 kehrte Maria Berner nach Wien zurück, wo sie bis zu ihrem Lebensende mit ihrer Lebensgefährtin Anna Hand zusammenlebte. Sie arbeitete zunächst an ihrer alten Arbeitsstelle bei den Österreichischen Heilmittelwerkstätten, musste die Tätigkeit aus gesundheitlichen Gründen als Folgen der KZ-Haft wieder aufgeben. Sie war dann Hausfrau und nebenher für das Frauenreferat der KPÖ tätig. Das Paar adoptierte die 1946 geborene Ilse und zog sie gemeinsam auf. Die Adoption wurde zunächst von den Behörden wegen ihrer Zuchthausstrafe abgelehnt: 
„Die Anna hat in der Partei gearbeitet, sie hat dann die Küche geleitet und alles Mögliche. Und ich habe dann das Kind gehabt zu Hause. Ich habe gleichzeitig um die Adoption eingereicht, und man hat mich abgewiesen, und zwar mit der Begründung, man kann mir kein Kind anvertrauen, nachdem ich eine Zuchthäuslerin bin. So. Also sind unsere ganzen KZ-ler, auch die Männer sind aufmarschiert vor dem Haus und haben einen Krawall gemacht, noch und noch. Und wir haben einen Anwalt gehabt, das war ein Sozialist, der hat gesagt: ‚Statt dass man den Frauen hilft, die gekämpft haben für Österreich, dass man der weiterhilft!‘, also mit einem Wort, der hat das ins Rollen gebracht. Ja, dann ist das ganz schnell gegangen.“
1945 verfasste Berner zusammen mit Anna Hand, Antonia Bruha und Irma Trksak die Broschüre Frauen-Konzentrationslager Ravensbrück. Geschildert von Ravensbrücker Häftlingen, in der die Frauen über ihre KZ-Erfahrungen berichteten. Von 1958 bis 1962 war Berner Vorsitzende der Österreichischen Lagergemeinschaft Ravensbrück.
Lesbische Handlungen wurden in Österreich erst 1971 entkriminalisiert (vgl. Homosexualität in Österreich). 
Maria Berner starb am 16. August 2000 in Wien und wurde in einem gemeinsamen Grab in Gruppe 138, Reihe 8, Nummer 23 mit ihrer Lebensgefährtin Anna Hand auf dem Wiener Zentralfriedhof bestattet.

## Auszeichnungen
Maria Berner wurde 1963 in der DDR mit der Medaille für Kämpfer gegen Faschismus 1933 bis 1945 ausgezeichnet.